# Nely Carla Alberto
Nely Carla Alberto Francisca (San Sebastián, 2 luglio 1983) è una pallamanista spagnola, terzino sinistro del Mérignac.
Con la maglia della nazionale spagnola ha vinto il bronzo olimpico ai Giochi di Londra 2012. Sebbene sia nata in Spagna, i suoi genitori sono originari di Capo Verde, quindi ha la doppia nazionalità.

## Palmarès

### Club
- EHF Cup

Itxako: 2008-2009
- EHF Challenge Cup

Le Havre: 2011-2012
Mios Biganos: 2014-2015
- Campionato spagnolo: 2

Itxako: 2008-2009, 2009-2010
- Coppa di Francia: 2

Fleury Loiret: 2013-2014
Brest Bretagne: 2015-2016

### Nazionale
- Bronzo olimpico: 1

Londra 2012
- Campionato mondiale

 Bronzo: Brasile 2011